# Tristan Schoppitsch
Tristan Elias Schoppitsch (* 3. Oktober 2006 in Dornbirn) ist ein österreichisch-kanadischer Fußballspieler.

## Karriere
Schoppitsch begann seine Karriere beim FC Welzenegg. Zur Saison 2013/14 wechselte er zum SAK Klagenfurt. Zur Saison 2018/19 wechselte er in die Jugend des SK Austria Klagenfurt. Bei der Austria spielte er ab der Saison 2021/22 auch in der neu geschaffenen Akademie. Im September 2022 debütierte er für die Amateure der Klagenfurter in der Kärntner Liga. Bis zum Ende der Saison 2022/23 lief er achtmal in der vierthöchsten Spielklasse auf. In der Saison 2023/24 kam er zu 29 Einsätzen, in denen er acht Tore erzielte.
Im Dezember 2024 gab er bei seiner Kaderpremiere sein Debüt für die Profis der Austria in der Bundesliga, als er am sechsten Spieltag der Saison 2024/25 gegen den FC Red Bull Salzburg in der 89. Minute für Ben Bobzien eingewechselt wurde.

## Persönliches
Sein Großvater Walter (* 1954) und Vater Kai (* 1980) waren ebenfalls Fußballspieler. Schoppitsch Mutter stammt aus Kanada, wodurch Tristan auch einen kanadischen Pass besitzt.